# Нова црква Вазнесења Господњег у Цетини
Црква Вазнесења Господњег у Цетини је храм Српске православне цркве који се налази у селу Цетини у Републици Хрватској. Припада Епархији далматинској. Посвећен је Вазнесењу Господњем, а задужбина је Марка и Јелене Четник. 
Саграђена 1940. године од стране Марка и Јелене Четник, црква је порушена током Другог светског рата, а обновљена 1974. године када су купљена нова звона и постављена камена ограда око порте.
За време рата у Хрватској, црква и њен инвентар су спаљене и уништене од стране хрватских оружаних снага. Храм је потпуно спаљен изнутра, изгорео је резбарени иконостас и комплетна унутрашњост. Са звоника је скинуто велико звоно, а остало је само једно мање.
Ова црква је подигнута по узору на храм светих Јоакима и Ане при манастиру Студеници. Недалеко од цркве се налази и старији Храм Вазнесења Господњег у Цетини.

## Подизање храма
Богати трговац из Београда, родом из села Цетине, Марко Четник, подигао је нову цркву Светог Спаса одмах више самог врела Цетине, на око петстотинак метара удаљен од старе цркве. На плочи унутар храма остало је записано:
| „ | За време владавине Његовог Величанства Петра Другог Крађорђевића, Краља Југославије, а под патријархом Господином Варнавом и епископом далматинским Иринејом положише данас, на Свету Недељу 11. јула, лета Господњег 1937. у селу Цетини темељ храма Св. Вазнесењу Спасу, Марко Четник и његова супруга Јелена. Овај храм се подиже у част обновљеног храма, задужбине Стевана Твртка недалеко од овог места, а који порушише злотвори и непријатељи православља. | ” |

Ктитор, Марко Четник, 1974. године набавио је за новоизграђену цркву и два нова звона, израдио цркву споља и изнутра и подигао ограду око храма. Освећење обновљеног храма на Цетини, извршио је на Спасовдан, 12. јуна 1975. године епископ Сава Вуковић.

## Галерија
- Црква Вазнесења Господњег у Цетини
- Стари храм Светог Спаса
- Стари храм Светог Спаса
- Црква Вазнесења Господњег са околином